# Kolosy
Kolosy est une localité polonaise de la gmina de Czarnocin, située dans le powiat de Kazimierza en voïvodie de Sainte-Croix.